# Château de Gedeon Rohonczy
Le château de Gedeon Rohonczy (en serbe cyrillique : Дворац Гедеона Рахонција на Бисерном острву ; en serbe latin : Dvorac Gedeona Rohoncija na Bisernom ostrvu) est situé sur l'île de Biser, dans la province de Voïvodine, dans la municipalité de Novi Bečej et dans le district du Banat central, en Serbie. Il est inscrit sur la liste des monuments culturels protégés de la République de Serbie (identifiant no SK 1891).

## Présentation

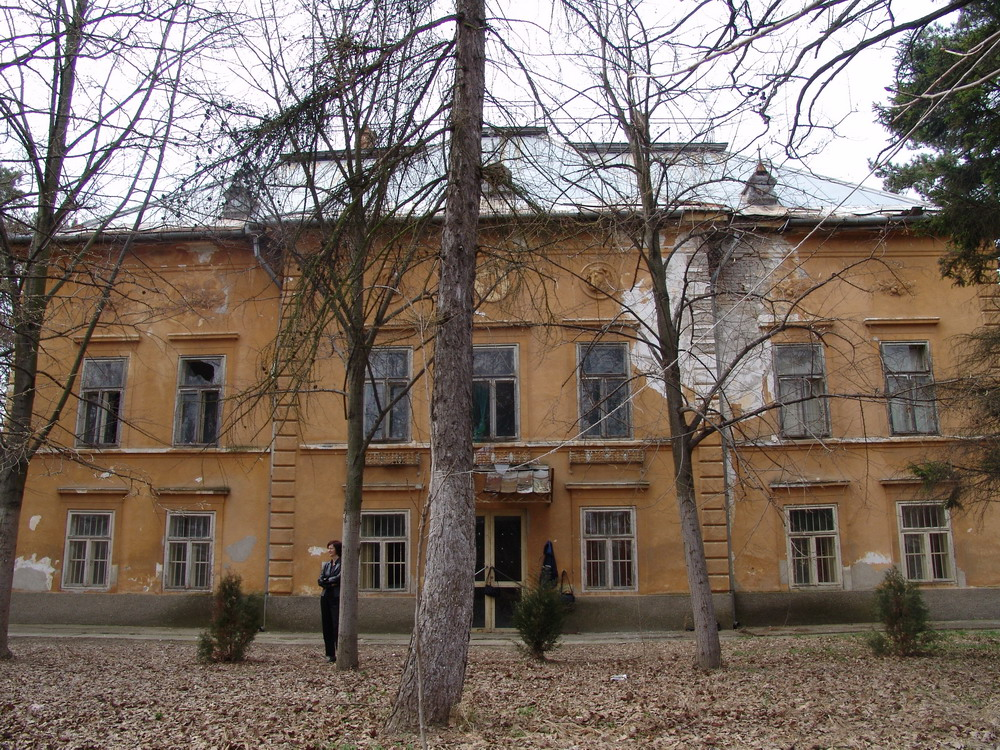
Autre vue du château.

Le château a été construit pour servir de résidence d'été au baron Gedeon Rohonczy à la fin du XIXe siècle, ; il est situé sur une île formée par un bras mort de la rivière Tisa (Tisza), dans une région propice à la production viticole, avec un vin connu sous le nom de « Kokran »,. Par son style, il mêle des éléments néo-classiques et néo-baroques,.
Le bâtiment, construit sur une pente, est constitué de deux parties. La façade principale, symétrique, est formée d'un rez-de-chaussée et d'un étage ; elle est dominée par une projection centrale encadrée par trois fenêtres et ornée d'éléments plastiques qui imitent la pierre ; au-dessus du linteau des fenêtres se trouvent des médaillons décorés de têtes du dieu Bacchus, rappelant la vocation viticole du domaine, et de motifs zoomorphes. Le toit, massif, était autrefois surmonté d'une tour, aujourd'hui remplacée par une terrasse avec une rambarde en fer forgé.
En haut de la pente, l'autre partie du château est constituée d'un simple rez-de-chaussée mais dispose d'une cave.

Médaillons sur la façade
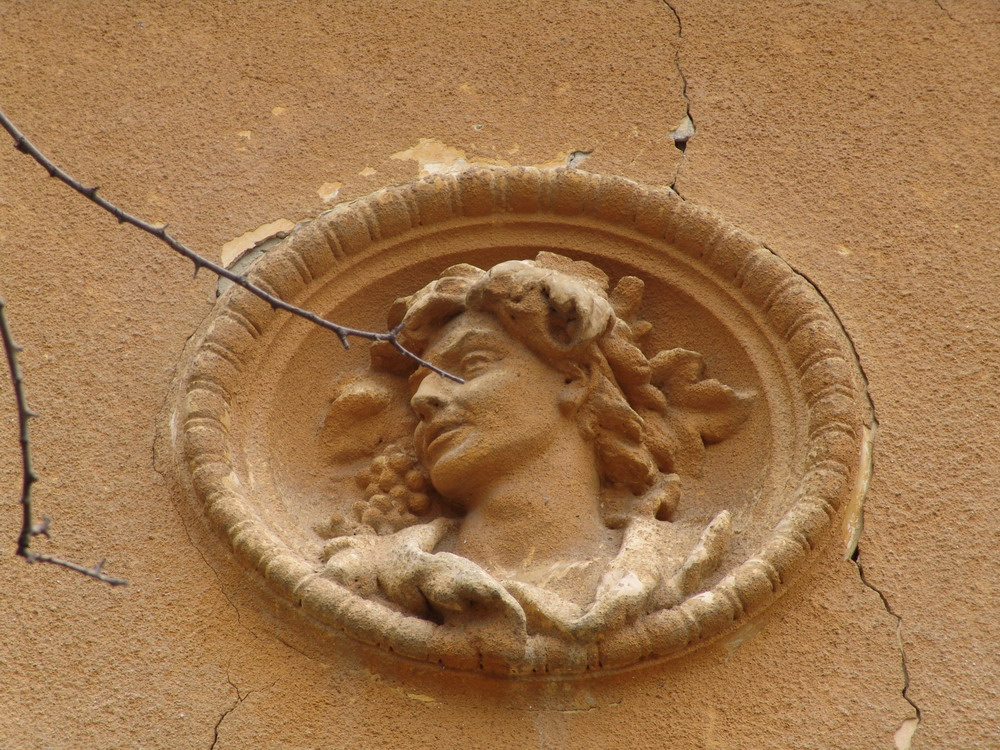
Bacchus
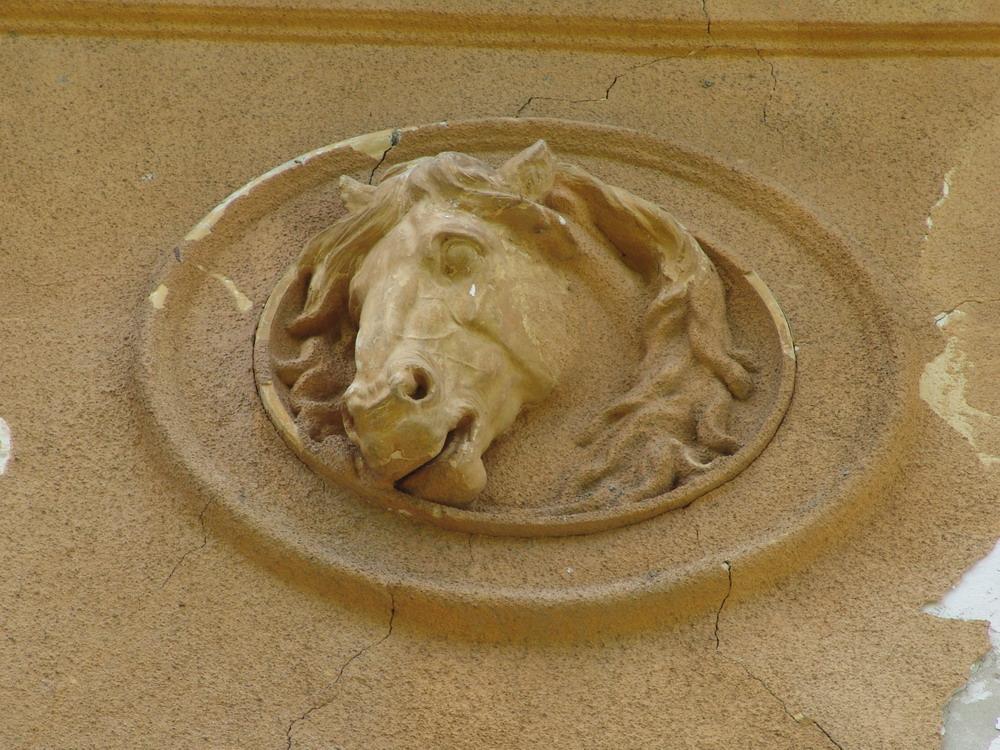
Cheval
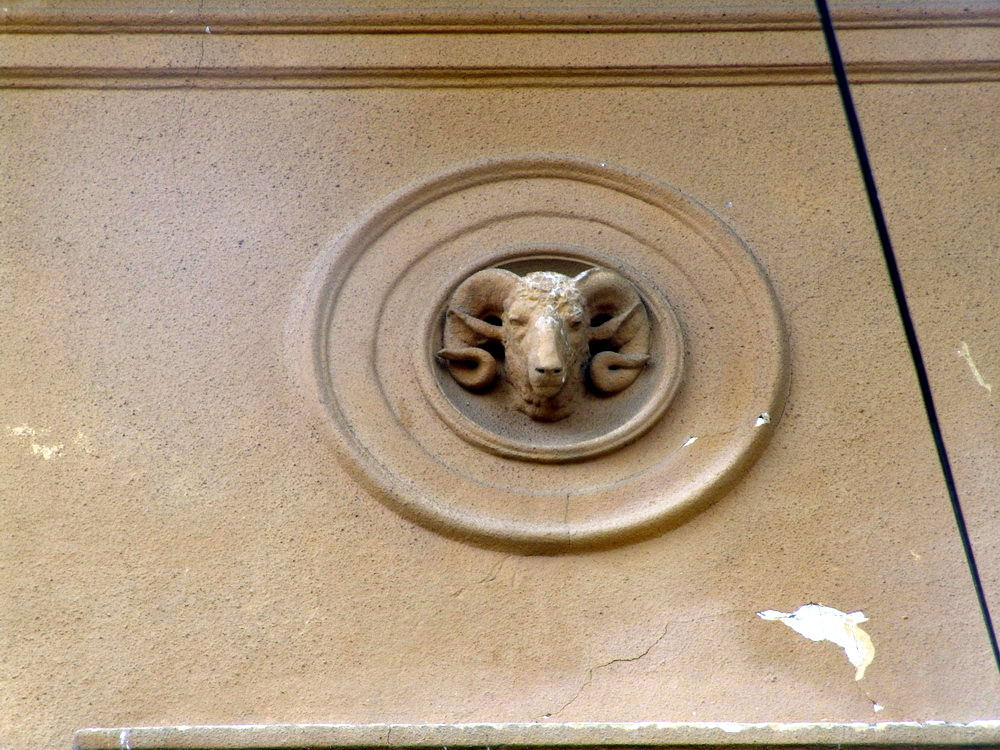
Mouton

À l'intérieur, le rez-de-chaussée et l'étage sont reliés par un escalier en colimaçon ; le reste du château n'a pas conservé son aspect intérieur d'origine.